# Jessica Mink
Jessica Mink (tidigare Douglas John Mink), född februari 1951 i Lincoln, Nebraska, USA, är en utvecklare av astronomisk programvara och dataarkivarie vid Harvard-Smithsonian Center for Astrophysics. Hon var en del av teamet som 1977 upptäckte ringarna runt Uranus.

## Biografi
Mink utexaminerades från Dundee Community High School 1969. Hon tog en kandidatexamen (1973) och masterexamen (1974) i planetvetenskap vid Massachusetts Institute of Technology (MIT). Hon arbetade vid Cornell University från 1976 till 1979 som astronomisk mjukvaruutvecklare. Det var under denna tid som hon var en del av teamet som upptäckte ringarna runt Uranus. Inom teamet var hon ansvarig för datareduktionsprogramvaran och dataanalysen. Efter att ha arbetat på Cornell flyttade hon tillbaka till MIT, där hennes arbete bidrog till upptäckten av Neptunus ringar. Hon har skrivit ett antal allmänt använda mjukvarupaket för astrofysik, såsom WCSTools och RVSAO.
Trots att Mink inte har en doktorsexamen är hon medlem i American Astronomical Society och International Astronomical Union.

## Privatliv
Som privatperson är Mink är en ivrig cykelanvändare och har arbetat som ledare för Massachusetts cykelkoalition.
Mink är transsexuell kvinna och kom ut offentligt 2011 vid 60 års ålder. Hon har efteråt hållit föredrag om sina erfarenheter från övergången. Hon presenterades också i två artiklar erfarenheterna av övergång i en professionell miljö. Hon har därtill varit medarrangör av konferensen Inclusive Astronomy 2015 vid VanDerBilt University.